# ليزا سالترز
أليشا «ليزا» سالترز (وُلدت في 6 مارس 1966) هي صحفية أمريكية ولاعبة كرة سلة جامعية سابقة. كانت مراسلة في شبكة إي إس بي إن الرياضة وقناة إي إس بي إن على شبكة أيه بي سي منذ عام 2000. وقبلها غطت جريمة قتل أو. جاي سيمبسون على أيه بي سي وعملت كمراسل في تليفزيون دابليو بي أيه ال في بالتيمور من 1988 إلى 1995.
قدمت سالترز تقارير حول العالم لصالح شبكة إي إس بي إن، من ضمنها سلسلة من التقارير من الشرق الأوسط قبل حرب العراق. فضلاً عن استضافتها تغطية شبكة إي إس بي إن للألعاب الأولمبية الشتوية 2006 من تورينو، إيطاليا، وتغطية قناة إي إس بي إن لكأس العالم فيفا 2002. تعمل سالترز حاليًا مراسلة الخط الجانبي تقدم تغطية لشبكة أيه بي سي لعرض مبارايات الدوري الأمريكي لكرة السلة للمحترفين (إن بي إيه) وبرنامج البث المباشر كرة قدم ليلة الاثنين على قناة إي إس بي إن.

## مسارها المهني

### مسيرتها الإذاعية
انضمت سالترز إلى إي إس بي إن كمراسلة مهام عامة في مارس 2000. وتعمل حاليًا كمراسلة الخط الجانبي ومنتجة مشاركة لصالح برنامج كرة قدم ليلة الاثنين، ومراسلة رئيسية تُغطي عرض مبارايات الدوري الأمريكي لكرة السلة للمحترفين (إن بي إيه) على شبكة أيه بي سي. بالإضافة إلى ذلك، تعتبر سالترز واحدة من المراسلين المتميزين في برنامج مجلة الأخبار (E:60) والذي يُعرض على قناة إيه إس بي إن، وظهر للمرة الأولى في أكتوبر 2007. في عام 2008، رُشحت لجائزة أيمي للرياضة عن قصة «بصيص أمل».
في قناة إيه إس بي إن، عُرضت تقارير سالترز بانتظام في سلسلة «خارج المألوف» الحائزة على جوائز. قادت تغطية شاملة لصالح الشبكة لمحاكمة راي كاروث مهاجم نادي كارولينا بانثرز بالتآمر على القتل في ديسمبر 2000 وحتى يناير 2001. كما عملت سالترز مراسلة لـ إيه إس بي إن في كأس العالم 2002 في كوريا الجنوبية واليابان، حيث نشرت أخباراً عن التشكيلة الأساسية للمنتخب الأمريكي قبل يومٍ واحد من أولى مباراياته له ضد البرتغال. قدمت سالترز تقريرًا من دورة الألعاب الأولمبية 2004 في أثينا، اليونان واستضافت تغطية شبكة إي إس بي إن للألعاب الأولمبية الشتوية 2006 من تورينو، إيطاليا.
في عام 2006، عملت كمراسلة جانبية رئيسية تقدم تغطية لشبكة أيه بي سي لعرض مبارايات الدوري الأمريكي لكرة السلة للمحترفين (إن بي إيه) وغطت نهائيات مبارايات الدوري الأمريكي لكرة السلة للمحترفين لعام 2006 على شاشة التلفزيون حيث حلت محل ميتشيل تافويا التي كانت في إجازة أمومة خلال هذا الموسم. عادت سالترز في العام التالي إلى عملها كمراسلة جانبية ثانوية حيث عادت تافويا إلى منصبها. في عام 2007، غطت نهائيات الدوري الاميركي لكرة السلة للمحترفين لعام 2007 على الراديو. في عام 2009، عادت مرة أخرى للعمل كمراسلة جانبية رئيسية أثناء غياب دوريس بورك.
أثناء تعزيز القوات العسكرية لعملية تحرير العراق ببدء حرب العراق، غطت سالترز القصص المتعلقة بالرياضة في وحول القيادة المركزية الأمريكية في قطر لصالح سلسلة خارج المألوف وبرنامج سنتر سبورتس وقناة إي إس بي إن نيوز. عادت إلى منطقة الحرب في عام 2004 عندما سجلت قناة إي إس بي إن برنامج سنتر سبورتس على الطريق وبُث مباشرة من معسكرعريفجان، وهي قاعدة للجيش الأمريكي في الكويت.
في 1 ديسمبر 2007، غطت سالترز مباراة البطولة 12 الكبرى في ملعب ألامودومي في سان أنطونيو، تكساس. أشارت في أحد تقاريرها الجانبية خلال النصف الأول للمباراة، إلى إحباط تشيس دانيال مهاجم خط الوسط بفريق ميسوري، بسبب تعرض ميسوري لوضع صعب أمام دفاع أوكلاهوما، قائلةً إن دانيال «مستاء» و«غاضب». لكن تسبب خطأ فني في بث ميكروفون عبر نظام النداء الصوتي في الملعب. حيث انتقلت الكاميرا إلى تشيس دانيال، الذي بدى مرتبكًا بشكل واضح ولديه فضول لمعرفة من كان يتحدث عنه ولماذا يسمعه الجميع في جميع أنحاء الملعب. ثم قال مذيع تليفزيون أيه بي سي برنت موسبرغر: «ليزا كانت تتحدث إلى أناس أكثر بكثير مما توقعت». كان التفسير المحتمل هو أن ميكروفون سالترز كان قد تم توصيله بنظام النداء الصوتي في فترة ما بين الشوطين للمباراة المرتقبة، وتُرك ميكروفونها دون قصد على نظام النداء الصوتي بعد فحص الصوت قبل المباراة.[بحاجة لمصدر]
قبل انضمامها إلى إي إس بي إن، عملت سالترز كمراسلت في لوس أنجلوس لـ إيه بي سي نيوز من 1995 إلى 2000 وقدمت تغطية إخبارية لـ أخبار العالم الليلة World News Tonight مع بيتر جينينغز وغيرها من برامج أيه بي سي الإذاعية. في أيه بي سي، غطت محاكمات تفجير مدينة أوكلاهوما، وقتل ماثيو شيبرد، تحطم طائرة تي دبليو إيه الرحلة 800، والمحاكمات المدنية والجنائية الخاصة بجريمة أو. جاي سيمبسون.

### برنامج كرة قدم ليلة الاثنين على قناة إي إس بي إن
في عام 2012، أعلنت إي إس بي إن أن ليزا سالترز ستنضم إلى برنامج ليلة الاثنين لكرة القدم عوضاً عن سوزي كولبر كمراسل منفرد يعمل بدوام كامل منضمة إلى مايك تيريكو وجون جرودن. في عام 2018، أعلنت إي إس بي إن عن فريق جديد للتعليق على كرة القدم في ليلة الإثنين، والذي سيضم سالترز كمراسلة جانبية، منضمة إلى جو تيسيتور وبوجر ماكفارلاند.

## حياتها الشخصية
سالترز هي مواطنة من منطقة كينغ اوف بروشا، بولاية بنسلفانيا، تخرجت من جامعة ولاية بنسلفانيا عام 1988 بدرجة البكالوريوس في الصحافة الإذاعية. لعبت دور حارسة فريق كرة السلة ليدي ليوز بجامعة بنسلفانيا من 1986 إلى 1987، حيث تميزت بكونها أقصر لاعبة في تاريخ المدرسة في 5 '2 ".
تخرجت سالترز من مدرسة منطقة ميريون العليا الثانوية في كينغ اوف بروشا، حيث هي عضو في قاعة المشاهير بالمدرسة. سالترز هي ابنة عم لاعب الظهير الخلفي توني دورست نجم جامعة بيتسبرغ وفريق دالاس كاوبويز.
في 13 أكتوبر 2017، أُدرجت سالترز في فصل مقاطعة مونتغومري بقاعة مشاهير الرياضة جامعة بنسلفانيا.

## وصلات خارجية
- السيرة الذاتية لسالترز في إي إٍس بي إن